# Ett löfte
Ett löfte (franska: La promesse) är en belgisk-fransk-tunisisk dramafilm från 1996 i regi av Luc och Jean-Pierre Dardenne.

## Handling
15- årige Igor hjälper sin pappa att driva ett byggföretag där fadern utnyttjar illegala invandrare som svart arbetskraft. När en av arbetarna skadas i en olycka låter pappan mannen dö istället för att ta honom till ett sjukhus. Igor tvingas hjälpa till att begrava mannen i hemlighet och har avlagt ett löfte till den döende mannen att ta hand om hans fru och barn.

## Rollista i urval
- Jérémie Renier - Igor
- Olivier Gourmet - Roger
- Assita Ouedraogo - Assita
- Rasmané Ouedraogo - Amidou